# Macrodontia batesi
Macrodontia batesi là một loài bọ cánh cứng trong họ Cerambycidae.